# Arabeska (balet)

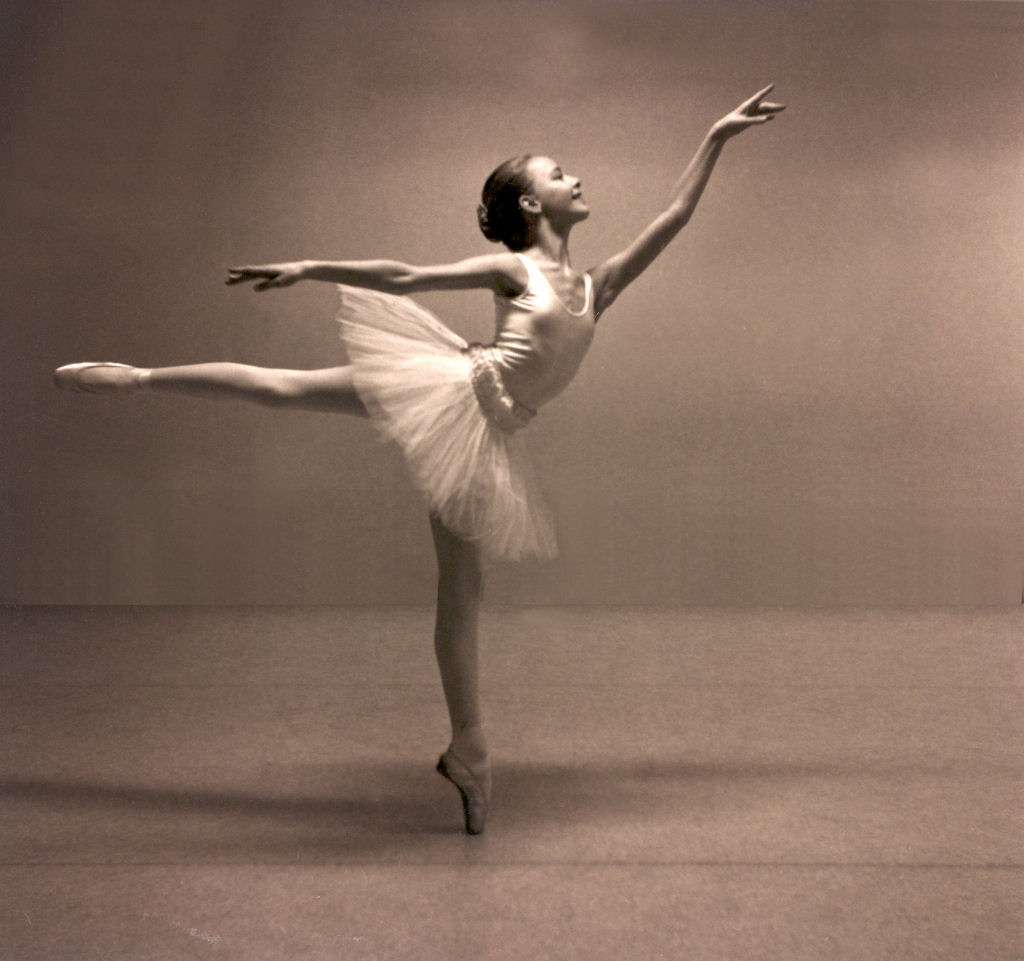
Baletní arabeska

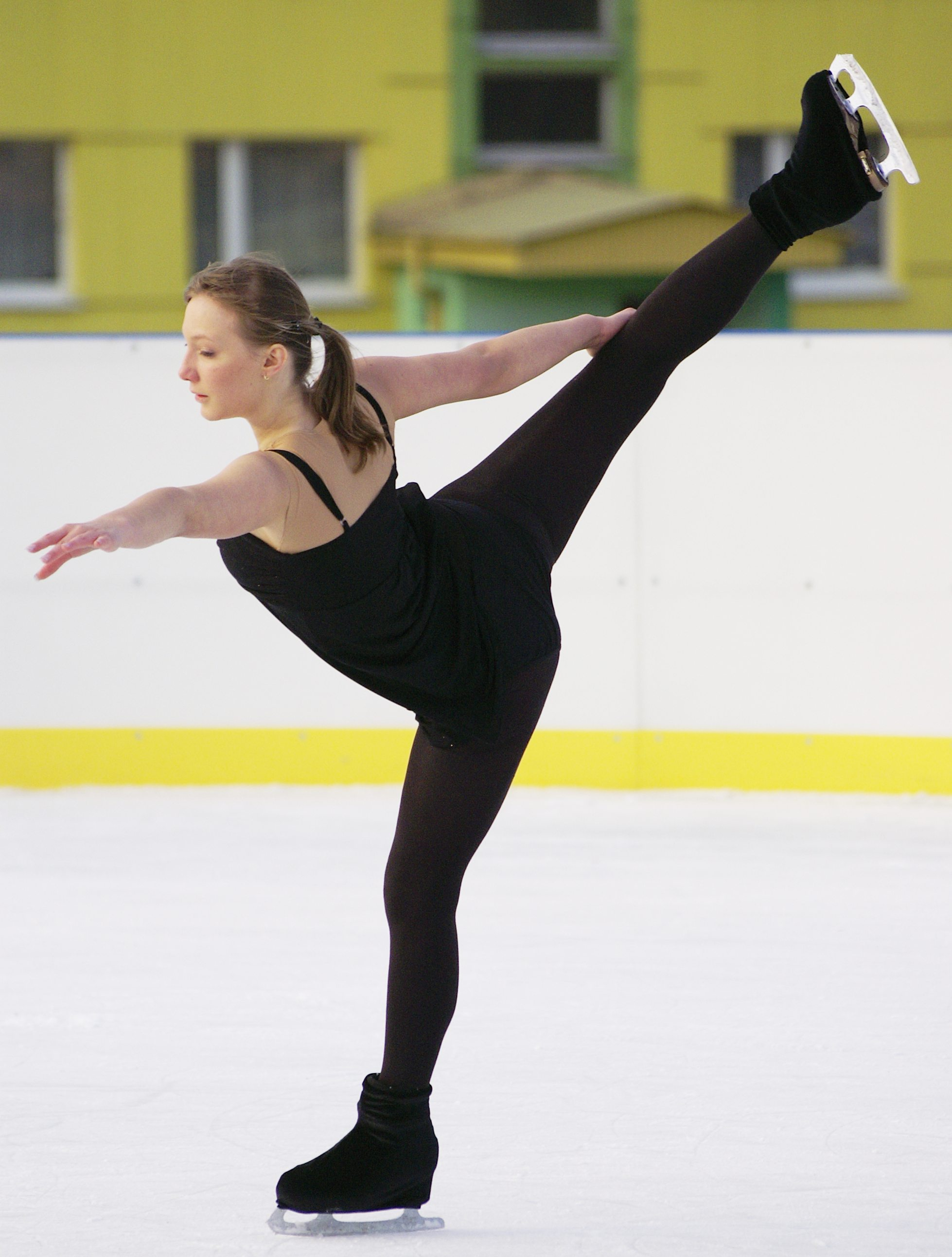
Krasobruslařská arabeska

Arabeska je baletní postoj, kdy tanečník stojí na jedné noze, druhá noha je zanožená a napnutá a tvoří s tělem ladnou křivku.
Arabeska může být provedena
- na špicích
- na relevé (postoj na pološpičkách)
- na celém chodidle
- v demi-plié (v mírném podřepu)
- v různých dalších variantách